# Neobythites trifilis
Neobythites trifilis är en fiskart som beskrevs av Kotthaus, 1979. Neobythites trifilis ingår i släktet Neobythites och familjen Ophidiidae. Inga underarter finns listade i Catalogue of Life.